# Авиамарш
Авиамарш (более известна как «Марш авиаторов») — советская песня (в жанре марша), автор музыки Ю. А. Хайт, автор текста П. Д. Герман. 
Песня впервые опубликована весной 1923 года. 
Дата создания музыки неизвестна, сам Хайт утверждал, что написал мелодию в 1920 году. 
С 1933 года являлась официальным гимном Военно-воздушных сил СССР (Приказ РВС СССР от 7 августа).

## Текст
Мы рождены, чтоб сказку сделать былью,
Преодолеть пространство и простор,
Нам разум дал стальные руки-крылья,
А вместо сердца – пламенный мотор.
Припев:
Всё выше, и выше, и выше
Стремим мы полёт наших птиц,
И в каждом пропеллере дышит
Спокойствие наших границ.
Бросая ввысь свой аппарат послушный
Или творя невиданный полёт,
Мы сознаём, как крепнет флот воздушный,
Наш первый в мире пролетарский флот!
Припев:
Наш острый взгляд пронзает каждый атом,
Наш каждый нерв решимостью одет;
И, верьте нам, на всякий ультиматум
Воздушный флот сумеет дать ответ.
Припев два раза

## Зарубежные адаптации

### Германия
Ведутся различные обсуждения и исследования мелодического сходства советского марша и нацистского марша «Herbei zum Kampf» (также «Heraus zum Kampf»).
Мелодия и перевод русского текста на немецкий язык были в середине 1920-х годов заимствованы немецкими коммунистами в виде «Песни красного воздушного флота», а спустя несколько лет получили распространение в качестве нацистского марша. Также, в 1929 году в Германии фирмой Polydor была выпущена запись «Марша авиаторов» в танцевальной обработке, автором музыки указан Хайт.
Согласно исследованиям времени и обстоятельств создания песни, данная мелодия с переработанным текстом действительно использовалась штурмовиками СА, будучи заимствованной у немецких коммунистов (после её распространения в СССР), и стала маршем штурмовых отрядов под названием «Das Berliner Jungarbeiterlied».
В послевоенной ГДР существовал авиамарш под оригинальную советскую музыку с новым текстом, посвящённым советской (не восточногерманской) авиации, где использовались фрагменты из старой коммунистической песни 1920-х годов.

### Македония
Во время Народно-освободительной борьбы в Македонии (1941—1944), на сходную мелодию была написана песня «Во борба, македонски народ» («На борьбу, македонский народ!»).

## Наследие
- Марш вошёл в тематический сборник фирмы «Мелодия» «Через тернии к звёздам. Песни о космосе» 2009 года[10].